# Vettius argentus
Vettius argentus är en fjärilsart som beskrevs av Freeman 1969. Vettius argentus ingår i släktet Vettius och familjen tjockhuvuden. Inga underarter finns listade i Catalogue of Life.